# Mjanma na letnich igrzyskach olimpijskich
Reprezentacja Mjanmy (Birmy) na letnich igrzyskach olimpijskich po raz pierwszy wystartowała podczas igrzysk w Londynie w 1948 roku. Jak dotąd nie zdobyła żadnego medalu.

## Medaliści letnich igrzysk olimpijskich pochodzących z Mjanmy

### Złote medale
Brak

### Srebrne medale
Brak

### Brązowe medale
Brak